# Giuseppe Telfener

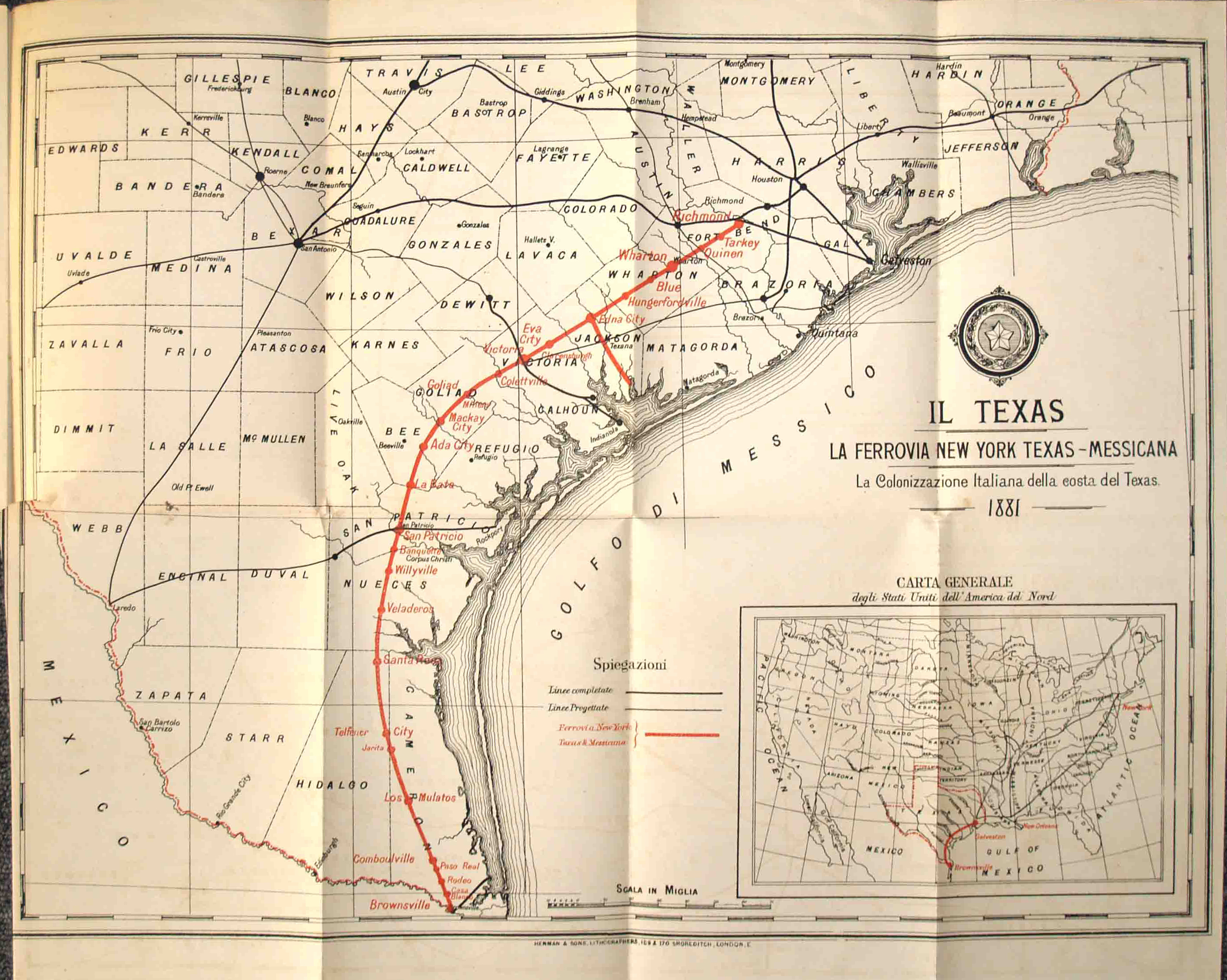
Giuseppe Telfener, Il Texas: La Ferrovia New York Texas - Messicana, 1881

Giuseppe Telfener (Foggia, 26 maggio 1839 – Torre del Greco, 1º gennaio 1898) è stato un imprenditore e politico italiano, oggi meglio conosciuto per essere stato uno fra i più ricchi imprenditori italiani, amministratore dei beni di casa Savoia, nonché costruttore ferroviario mondiale.

## Biografia
Telfener nacque in una famiglia di mercanti della Val Gardena trasferitasi poi a Foggia. Svolse gli studi secondari frequentando sia il Real Collegio di Lucera sia le Scuole Pie dei padri Scolopi. Studiò matematica all'Università di Napoli e iniziò a collaborare con alcuni dei più importanti ingegneri ferroviari italiani. Successivamente, si trasferì in Argentina dove si distinse per aver strappato al monopolio anglo-americano l'appalto per la costruzione delle ferrovie e per aver costruito la linea ferroviaria più lunga dell'America Latina dell'epoca. Il conte Telfener fu il presidente e uno dei costruttori della New York, Texas and Mexican Railway, conosciuta come la "Macaroni Line". Rientrato in Italia, nella primavera del 1887, si stabilì principalmente a Roma, comprando alla fine del 1878 Villa Savoia da Umberto I. Successivamente, la villa venne ribattezzata Ada, dal nome della moglie Ada Hungerford (1857-1910) che Telfener conobbe a Parigi nel maggio del 1878 partecipando ad un ballo, organizzato dal banchiere Henri Cernuschi, in occasione dell'Esposizione. I due si sposarono il 15 marzo 1879 e Villa Ada fu lo scenario del loro matrimonio.
Telfener perseguì i suoi interessi di finanziere e sportivo fino alla sua morte avvenuta a Torre del Greco il 1º gennaio 1898.